# Макаров, Николай Викторович
Николай Викторович Макаров (род. 8 марта 1982 года, Ступино, Московская область, СССР) — российский шашист, тренер. Гроссмейстер (с 31.01.2005). № удостоверения и значка — 94. Ученик Александра Николаевича Заикина (так же, как мастера спорта Дмитрий Разумовский, Григорий Росляков, Дмитрий Редин). Тренирует в ДЮСШ «Прогресс-Смена», Ступино.
Проживает в Ступино.

## Из автобиографии
«С 7 лет я увлёкся спортом, чему поспособствовали мои родители, направив в 3 секции сразу: футбол, плавание, спортивная гимнастика.
В 14 лет я увлёкся древней игрой — шашки, к которой меня привлёк мой первый тренер Иван Иванович Терехов (кмс по шашкам), доведший меня к 15 годам до уровня кмс.
В 16 лет я познакомился с мс по шашкам Полянниковым Г. Г., которому импонировала моя игра в финале г. Москвы. После которого он предложил мне заниматься у него. Я с радостью согласился. В 17 лет я уже играл в силу мастера спорта и на одном из первенств России я познакомился с моим нынешним тренером, заслуженным тренером России и главным тренером Вооружённых сил по шашкам, Николаем Васильевичем Абациевым, который обратил на меня внимание и предложил мне вступить в спортивный актив Вооружённых Сил. В 18 лет меня призвали в армию. Благодаря моим успехам по шашкам меня определили в спортивную роту при Одинцовском СКА РВСН. Тренер регулярно вызывал меня на соревнования и Учебно-тренировочные сборы, что не могло не радовать. Так как тренироваться у выдающегося тренера и двукратного чемпиона СССР одно удовольствие. Из-за хороших результатов мне предложили остаться на сверхсрочную службу на должности спортсмена-инструктора по шашкам».